# Aníbal Capriles Cabrera
Aníbal Capriles Cabrera fue un  periodista y político boliviano, nacido en la ciudad de Cochabamba el 21 de diciembre de 1854.
Director del periódico "El Progreso", de tendencia abiertamente pro-liberal, sería un firme opositor al régimen Conservador que regía el país por entonces. Posteriormente desterrado, a su retorno volvió a la carrera periodística, esta vez con "El Independiente", para luego con "El Elector".
Fundaría con Nataniel Aguirre y otros la Sociedad 14 de Septiembre.
Después del triunfo liberal en la Guerra Federal, la Convención Nacional le nombró Segundo Vicepresidente de José Manuel Pando para la gestión 1899-1904.
En su vida pública también ocupó los ministerios de Gobierno y Justicia, y de Fomento y Obras Públicas. En los años de 1914, 1915 y 1916, tuvo a su cargo el ministerio de Instrucción Púiblica.
Falleció en Cochabamba el 9 de abril de 1924.